# Communauté russe d'Israël
La communauté russe d'Israël est la plus grande communauté juive du pays avec plus d'un million d'individus.
Elle s'est particulièrement développée à la suite de l'immigration russe en Israël à partir de la fin des années 1980. La communauté russe s'est très bien intégrée et apporte une contribution importante aux rebonds économique et scientifique israéliens.

## Origines
Après la chute du rideau de fer, les Juifs de l'ancienne URSS figuraient parmi les premiers à bénéficier « de la liberté nouvellement et chèrement acquise ».
Soucieux d'améliorer leur niveau de vie et d'offrir un meilleur avenir à leurs enfants mais aussi par crainte de l'antisémitisme et de la situation en Russie jugée instable, de nombreux Juifs optèrent pour l'émigration.
D'abord dirigée vers les États-Unis, celle-ci se réorienta en 1990 à la suite du durcissement dans la politique d'immigration américaine et par un développement important de l'activité de l'Agence juive en ex-URSS. Cette dernière dépêcha en Russie et dans les pays de l'Est plusieurs centaines d'émissaires pour recruter des volontaires juifs pour l'émigration vers Israël.
Entre 1989 et 2002, ce furent ainsi plus de 900 000 Russes qui immigrèrent en Israël à partir de l'Union des républiques socialistes soviétiques et agrandirent la Communauté russe d'Israël déjà forte d'environ 120 000 personnes. Ils forment aujourd'hui la première communauté juive du pays.

## Identité juive et sécularisation
Près de 35 % parmi les nouveaux immigrants avaient des épouses et des enfants non juifs. Ces derniers étaient éligibles pour la citoyenneté israélienne mais ne pouvaient se voir reconnaître une identité juive, ce qui est source de problèmes en Israël en matière de mariage, divorce et enterrement pour les personnes d'« héritage mixte ».
Selon Howard Sachar, l'intransigeance du rabbinat et des partis orthodoxes en la matière fut assouplie pour des raisons politiques sous l'influence du Likoud et Yitzhak Shamir. Le projet du Grand Israël et d'annexion des Territoires occupés nécessitait une immigration massive de manière à conserver une majorité juive importante en Israël.
Au contraire de la communauté russe déjà établie et plus ancrée dans le Judaïsme orthodoxe, les nouveaux immigrants russes étaient peu sensibles à la problématique religieuse. Ils ne se laissèrent pas « intimider » par les problèmes pratiques et les conversions se limitèrent à quelques centaines par an.
Leur arrivée eut pour conséquence directe un accroissement de la tolérance envers les activités laïques. Elle permit l'ouverture de petits magasins le shabbat, un plus grand accès à l'alimentation non casher et la limitation au strict minimum requis par la Halakha des cérémonies religieuses de mariages ou d'enterrements.

## Lieux de résidence
Poussés par la pénurie de logements dans le centre et la flambée des prix à la location, les juifs russes ont été incités à s'installer dans les villes de développement, particulièrement dans le désert du Néguev, du fait que l'accès à la propriété y est soutenu par l'État. En 2003, la population des villes de développement était composée de Russes dans une proportion allant de 25 % à 40 %
De plus, pour des raisons économiques, plus qu'idéologiques, les juifs russes se sont également installés dans les colonies de Cisjordanie et de Gaza ; ainsi par exemple, les Russes forment 96,6 % de la population juive de la colonie d'Ariel, 84,9 % de la colonie de Ma'ale Adournim, 74,5 % de la colonie de Kiryat Arba. "Soumis à de fortes difficultés d’insertion socioprofessionnelle, certains nouveaux immigrants n’ont eu comme choix que de s’installer dans ces implantations rendues économiquement accessibles par les subventions d’État" ; il s'agit de « colonies-dortoirs » à proximité des bassins d’emplois de Tel-Aviv (pour Karne Shomeron et Ariel), de Jérusalem (pour Givat Zeev et Ma’ale Adoumim), et plus globalement d'implantations situées le long de la Ligne verte.

## Apports à la société israélienne
Une particularité importante de la communauté russe est son degré élevé d'instruction. À leur arrivée en Israël, 60 % avaient suivi plus de 13 ans d'enseignement contre 24 % pour le reste de la population israélienne. Entre 1990 et 1995, ce sont près de 68 000 ingénieurs, 50 000 enseignants, 40 000 musiciens, 20 000 journalistes, 20 000 chercheurs et 10 000 médecins et dentistes qui intégrèrent la société israélienne alors que celle-ci ne comptait que 30 000 ingénieurs et 15 000 médecins en 1989.
À la différence des immigrations précédentes, il s'agissait ici d'un transfert d'une société industrialisée vers une autre. Le gouvernement s'adapta en installant les immigrants non pas dans les zones d'expansion mais dans les faubourgs des centres urbains et en leur donnant accès à des fonds pour développer des activités industrielles de haute technologie. Ils purent également bénéficier d'investissements privés importants.
Sous l'impulsion de professeurs ayant enseigné dans des « écoles d'élite » à Moscou et Léningrad mais ne parvenant pas à s'intégrer au système d'enseignement en hébreu, un réseau d'écoles privées de niveaux secondaire et supérieur, spécialisées en mathématiques, physique et « culture générale » fut mis sur pied en langue russe. À la fin des années 2000, il organisait 140 cours dans des écoles supérieures et 3 000 dans le secondaire.

## Conflit israélo-palestinien
Les Palestiniens se sont inquiétés et ont mal perçu l'immigration massive de Russes en Israël. Ils voyaient dans celle-ci trois facteurs handicapant un règlement pacifique du conflit : 
- l'arrivée d'immigrants favorise le processus de colonisation des territoires occupés ;
- elle apporte une réponse au problème démographique que constitue pour Israël une minorité arabe trop importante et qui l'aurait conduit à devoir abandonner les territoires occupés ;
- elle déséquilibre et provoque des débats au sein de la société israélienne, ce qui éloigne ses préoccupations du processus de paix qui de son côté, requiert une société israélienne unie et stable, favorable à cet objectif.

## Intégration, vies politique et sociale

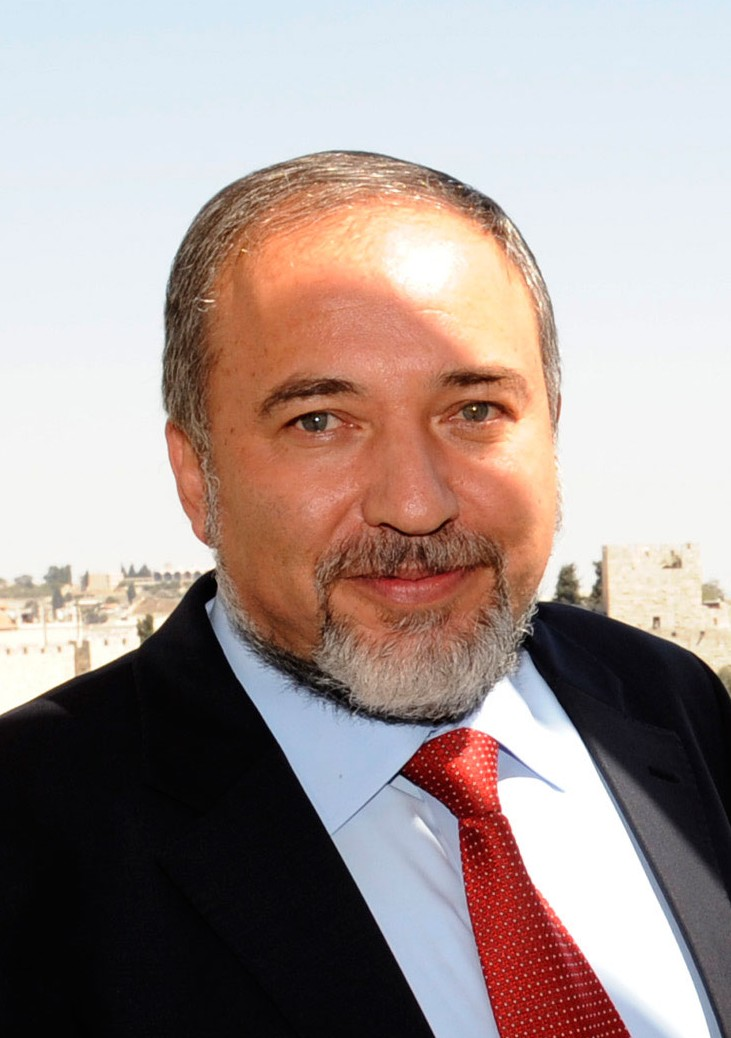
Avigdor Liberman est un homme politique russe israélien de droite, originaire de Kichinev et qui fit son Alyah en 1978.

L'intégration de la communauté russe a été favorisée par les contextes sécuritaire, démographique et économique israéliens. Celle-ci a également contribué à sa propre intégration. Elle a créé des systèmes d'accueil pour les nouveaux arrivants, un système propre des retraites et un réseau privé d'enseignement. Elle a fondé de nombreuses organisations culturelles, en particulier pour établir des liens avec les autres communautés juives israéliennes.
Cette communauté extrêmement structurée affirme sa spécificité. "Beaucoup de facteurs entretiennent cette tendance : le poids démographique (800 000 immigrants), le profil identitaire (forte déjudaïsation allant de pair avec la valorisation d’une identité culturelle russe), l’organisation interne très efficace (associations, presse et télévision en russe). Le fait qu’un nombre considérable de ces nouveaux immigrants ne soient pas du tout juifs ou ne soient pas tenus pour tels par la loi religieuse (certains avancent le chiffre de 300 000) contribue également à la perpétuation d’une identité russe spécifique". Alain Dieckhoff parle d’une « intégration sans acculturation ».
La communauté s'impliqua également rapidement en politique. La victoire du Parti travailliste israélien lors des élections de 1992 a été attribuée à son vote. Lors des élections législatives israéliennes de 2006, deux partis prenant leur racine dans la communauté russe se présentèrent : Yisrael Ba'aliyah (à droite, affilié au Likoud), sous la houlette de Natan Sharansky, qui remporta sept sièges à la Knesset et Israel Beytenou, sous la direction d'Avigdor Liberman, qui en remporta 11. Lors des élections de 2009, Israel Beytenou (extrême-droite) réalisa le 3e meilleur score avec 15 sièges et Avigdor Liberman obtint le poste de ministre des Affaires étrangères dans le gouvernement de coalition de Benyamin Netanyahou. « Choix démocratique » de Roman Bronfman est un parti russophone de centre gauche.
"La mobilisation politique de l’ethnicité, d’abord confinée au parti Shas (« Sépharades gardiens de la Torah ») qui s’adresse à la population séfarade, touche désormais les Juifs originaires de l’ex-URSS qui sont nombreux à apporter leurs voix aux trois partis russophones"

## Identité
Les liens de la communauté avec la Russie et sa culture restent forts. Près de la moitié de la population bénéficie d'ailleurs de la double nationalité russe et israélienne.
Anne de Tinguy y voit une communauté très structurée et indépendante : « unis par une communauté de destin, [les Israéliens russes] ont forgé une sorte de nouvelle ethnicité, indéniablement russe, qui n'est pas liée à un territoire, mais à une culture, à une langue, à un passé et un présent communs. Cette « russité » est le ciment du groupe ethnique qu'ils ont formé, puis structuré : ils ont leur langue, leurs quotidiens, leurs quartiers, leurs orchestres, leurs associations, leur[s] parti[s] politique[s]. Ils deviennent israéliens tout en demeurant russes et sont perçus comme tels ».
La communauté se définit comme « russe israélienne » ou « israélienne russe », à l'exemple de leurs programmes de chaînes de télévision en russe quelquefois sous-titrées en hébreu ou du théâtre Gesher de Tel Aviv-Jaffa où se jouent des pièces russes avec traduction simultanée en hébreu ainsi que des pièces israéliennes avec traduction simultanée en russe

## Documentation